# Maria av Storbritannien
Maria av Storbritannien (Mary), född 5 mars 1723, död 14 januari 1772 i Hanau, var en brittisk prinsessa, och som gift med Fredrik II av Hessen-Kassel, även lantgrevinna av Hessen-Kassel.

## Biografi
Maria var dotter till kung Georg II av Storbritannien och Irland, kurfurste av Braunschweig-Lüneburg (Hannover) och hans gemål Caroline av Ansbach. Hon blev 1743 mor till Wilhelm I av Hessen-Kassel, som 1785 efterträdde sin far som regerande lantgreve.
Maria blev gift med Fredrik II först i hans frånvaro i London 1740 och sedan i Tyskland i hans närvaro. År 1754 separerade paret, och Maria flyttade med barnen till det danska hovet i Köpenhamn, där hennes avlidna syster Louise strax dessförinnan varit drottninggemål till kung Fredrik V av Danmark, och Marias två äldsta söner blev gifta med kusiner i den danska kungafamiljen.
Paret levde skilda resten av sina liv. Maria blev dock formellt sett lantgrevinna vid makens tronbestigning 1760.

## Barn
1. Wilhelm I av Hessen-Kassel, född 1743, död 1821, gift med Vilhelmine Karoline av Danmark
2. Karl av Hessen-Kassel, 1744–1836, gift med Louise av Danmark
3. Fredrik III av Hessen-Kassel, född 1747, död 1837